# Kepler-18
Kepler-18, även känd som KOI-137, är en ensam stjärna i mellersta delen av stjärnbilden Svanen, inom synfältet för Keplerteleskopet. Den har en skenbar magnitud av ca 13,8 och kräver ett kraftfullt teleskop för att kunna observeras. Baserat på parallax enligt Gaia Data Release 3 på ca 2,28 mas beräknas den befinna sig på ett avstånd av ca 1 430 ljusår (ca 439 parsec) från solen. Den rör sig närmare solen med en heliocentrisk radialhastighet av ca -18 km/s.

## Egenskaper
Kepler-18 är en gul till vit stjärna av spektraltyp G7. Den har en massa av ca 0,97 solmassa, en radie av ca 1,11 solradie och utsänder energi från dess fotosfär motsvarande ca 0,93 gånger solen vid en effektiv temperatur av ca 5 400 K.

## Planetsystem
Kepler-18 omkretsas av tre bekräftade planeter benämnda b, c och d, som tillkänna gavs 2011. År 2021 fann man att omloppsplanet för Kepler-18 d långsamt förändras, troligen under gravitationsinflytande från den extra jätteplaneten.
| Planet | Massa         | Halv storaxel (AE) | Siderisk omloppstid (d) | Excentricitet | Inklination   | Radie          |
| ------ | ------------- | ------------------ | ----------------------- | ------------- | ------------- | -------------- |
| b      | 6,9 ± 3,4 M🜨  | 0,0447 ± 0,0006    | 3,504725 ± 0,000028     | -             | 84,92 ± 0,26° | 2,00 ± 0,10 R🜨 |
| c      | 17,3 ± 1,9 M🜨 | 0,0752 ± 0,0011    | 7,6415716               | -             | 87,68 ± 0,22° | 5,49 ± 0,26 R🜨 |
| d      | 16,4 ± 1,4 M🜨 | 0,1172 ± 0,0017    | 14,858941               | -             | 88,07 ± 0,1°  | 6,98 ± 0,33 R🜨 |